# A Rua

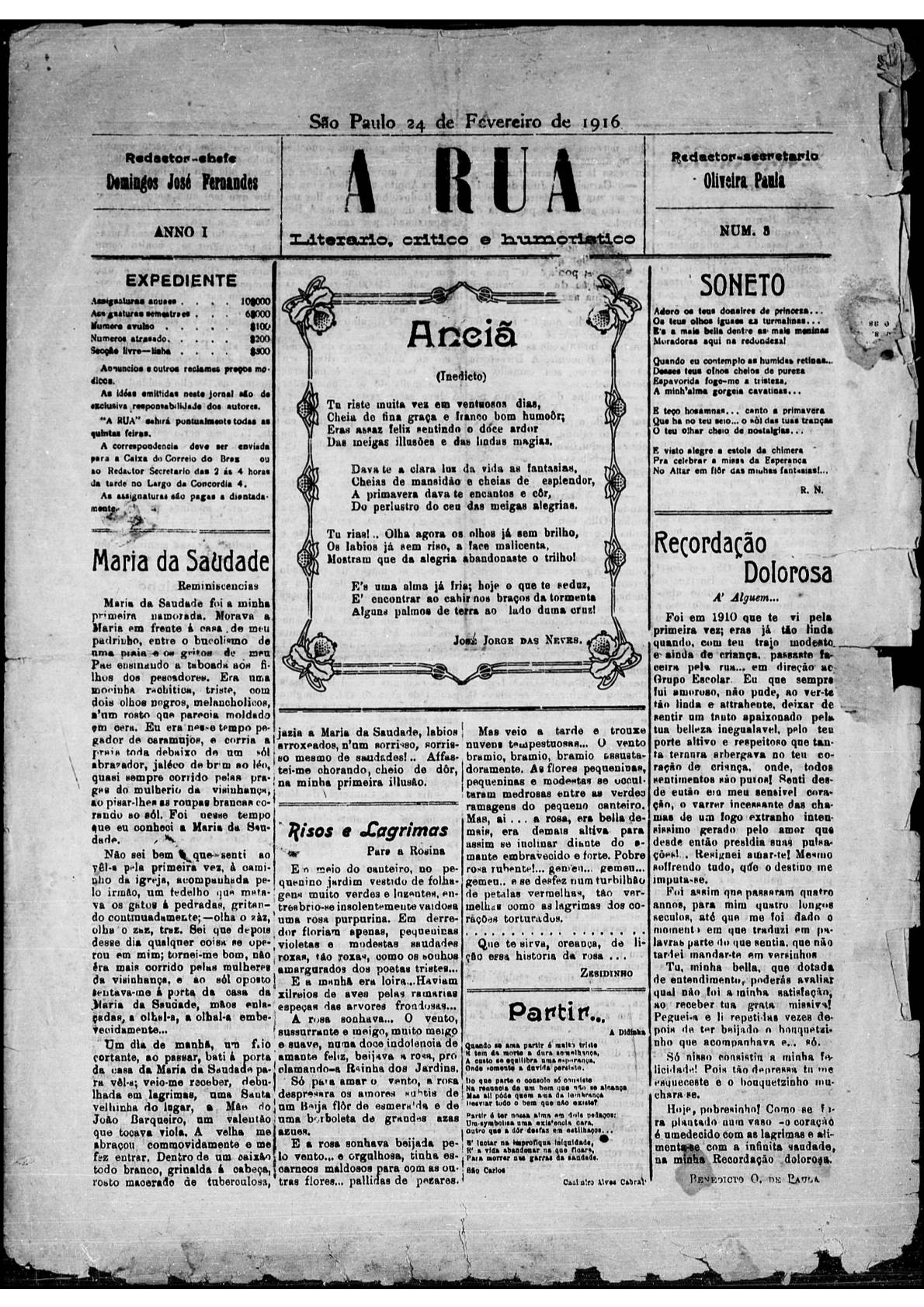
Capa da edição de 24 de fevereiro de 1916 do jornal A Rua: Literário, Crítico e Humorístico. Item do acervo do Arquivo Público do Estado de São Paulo (APESP).

A Rua: Literário, Crítico e Humorístico foi um jornal brasileiro. Fundado no Rio de Janeiro por Viriato Correia em 1914, era assumidamente anti-hermista, exercendo dura oposição ao governo.
No mesmo ano de sua fundação, provocou polêmica na sociedade ao ser um dos primeiros jornais do Brasil a empregar uma mulher na função de repórter, a mineira Eugênia Brandão. O periódico experimentou um aumento significativo em sua tiragem ao divulgar pouco depois a aposentadoria da jovem jornalista, que decidira se internar em um asilo para moças. No final, a história revelou-se um ardil para disfarçar o fato de que Eugênia entrara para o internato com a única intenção de investigar um caso de assassinato, que se tornou conhecido como "A tragédia da rua dr. Januzzi, 13".